# 990-es évek
Évszázadok: 9. század · 10. század · 11. század
Évtizedek: 940-es évek · 950-es évek · 960-as évek · 970-es évek · 980-as évek · 990-es évek · 1000-es évek · 1010-es évek · 1020-as évek · 1030-as évek · 1040-es évek
Évek: 990 · 991 · 992 · 993 · 994 · 995 · 996 · 997 · 998 · 999

## A világ vezetői
- Géza magyar fejedelem (Magyar Fejedelemség) (971–997† )
- Vajk magyar fejedelem (Magyar Fejedelemség) (997–1000) (1000-töl I. István magyar király)